# 1373
Cette page concerne l'année 1373  du calendrier julien.
L'année 1373 est une année commune qui commence un samedi.

## Évènements
- Printemps : l’empereur byzantin Jean V Paléologue, vassal du sultan ottoman, doit l’accompagner dans une campagne en Asie Mineure[1].
- Le fondateur du Lan Xang, Fa Ngum, est déposé et remplacé par son fils qui prend le nom de Samsenthai (en) (300 000 Thaï) après le recensement de 1376[2]. Début de la période d'unification du royaume du Laos (jusqu'en 1548).
- Date légendaire du début de la construction du Wat Phnom, premier grand sanctuaire de la future capitale du Cambodge, Phnom Penh.

### Europe
- 8 janvier : désireux de remercier les habitants de La Rochelle d’avoir chassé les Anglais de la ville, le roi de France Charles V confère au maire, à ses échevins et à leurs successeurs, un droit de noblesse héréditaire et perpétuel[3].
- 22 janvier : Charles V crée le gouvernement d'Aunis, distinct de la Saintonge[3].
- 23 février : Henri II de Castille menace Lisbonne[4].
- 13 mars : échec d'une tentative de débarquement anglais du comte de Salisbury à Saint-Malo. Sept navires espagnols qui mouillaient dans le port sont incendiés[5].
- 15 mars : le roi Édouard III d'Angleterre prescrit que les pays rebelles à son autorité en Guyenne, en amont de Saint-Macaire sur la Garonne, ne pourront faire descendre leurs vins nouveaux à Bordeaux avant Noël[6].
- 19 mars : traité de paix de Santarém entre le Portugal et la Castille[7].
- 21 mars : victoire de Du Guesclin à Chizé[8].
- 27 mars : capitulation de Niort[9]. Charles V est maître du Poitou.
- 28 avril : exil de Jean IV de Bretagne en Angleterre[10].
- 7 - 8 mai[11] : victoire de la Ligue pontificale de Grégoire XI contre les Visconti à la bataille de Montichiari.
- 16 juin[12] : signature d'un traité d'amitié entre le Portugal et l'Angleterre, l'Alliance anglo-portugaise.
- 1er juillet : la république de Venise est battue par la Hongrie à Narvesa[13].
  - Guerre entre la Hongrie et Venise. Louis Ier de Hongrie conclut une alliance avec Francesco da Carrara, seigneur de Padoue en guerre contre Venise. Après deux défaites à Narvesa et Fossanuova, Venise capture Étienne, le neveu du roi de Hongrie qui est contraint de capituler et d’accepter les conditions draconiennes des Vénitiens[14].
- 6 juillet : capitulation de Brest, secourue à temps par les Anglais[15]. Pendant l'été, Du Guesclin occupe la Bretagne sauf Brest et Auray, le duc Jean IV de Bretagne s'étant enfui en Angleterre.
- 25 - 26 juillet : débarquement anglais à Calais[16].
- Août : chevauchée de Jean de Lancastre de Calais à Bordeaux (fin en janvier 1374)[17]. Échec de l’expédition.
- 15 août : le Brandebourg passe à la maison de Luxembourg[18] (Venceslas Ier).
- 21 septembre : traité de paix entre Padoue et la république de Venise[14].
- 10 octobre[19] : Gênes s’établit à Famagouste (Chypre) de 1373 à 1464.
- 7 décembre : ordonnance royale de Charles V sur la juridiction de l'amirauté. Le roi nomme Jean de Vienne amiral de France, et précise ses attributions[20]. Il prête serment le 27[21].
- 18 décembre : le duc d'Anjou devient lieutenant-général de Bretagne[22].

- Dimitri Donskoï, grand-prince de Moscou, bat une expédition punitive de la Horde d'or[23].
- Le pape autorise Raguse à commercer avec les musulmans[24].

## Décès en 1373

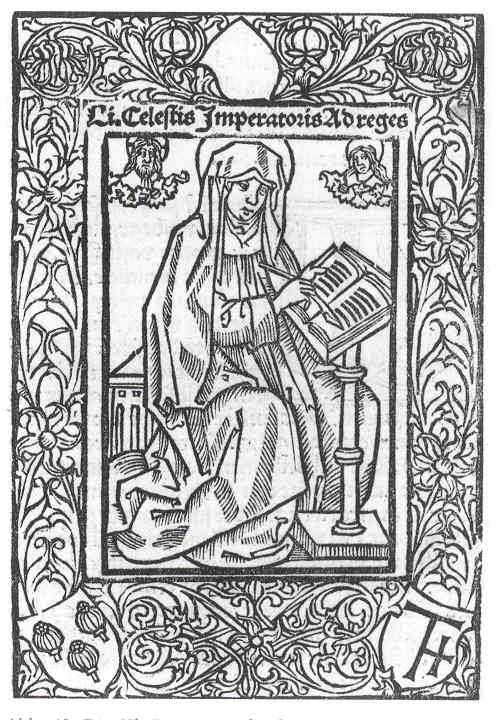
Brigitte de Suède (Brigitta Birgersdotter, née en 1302), meurt à Rome au retour d’un pèlerinage à Jérusalem. Elle a reçu la parole du Christ et de la Vierge qu’elle transcrit dans ses Révélations et fondé un ordre mixte, les brigittins, en 1345.